# Équipe de Hong Kong féminine de hockey sur glace
Cet article traite de l'équipe féminine. Pour l'équipe masculine, voir Équipe de Hong Kong de hockey sur glace.
L'équipe de Hong Kong féminine de hockey sur glace est la sélection nationale de Hong Kong regroupant les meilleures joueuses hongkongaises de hockey sur glace féminin lors des compétitions internationales. Elle est sous la tutelle de la Hong Kong Ice Hockey Association. Hong Kong est classé 34e sur 42 équipes au classement IIHF 2021 .

## Résultats

### Jeux olympiques
L'équipe féminine de Hong Kong n'a jamais participé aux Jeux olympiques.
- 1998-2014 — Ne participe pas
- 2018 — Non qualifié
- 2022 — Non qualifié

### Championnats du monde
- 1990-2013 — Ne participe pas
- 2014 — Trente-sixième (4e de la Qualification pour la Division IIB)
- 2015 — Trente-quatrième (2e de la Qualification pour la Division IIB)
- 2016 — Trente-quatrième (2e de la Qualification pour la Division IIB)
- 2017 — Trente-sixième (4e de la Qualification pour la Division IIB)
- 2018 — Trente-septième (4e de la Qualification pour la Division IIB)[3]
- 2019 — Trente-huitième (4e de la Qualification pour la Division IIB)
- 2020 — Quarantième (6e de Division III)
- 2021 — Pas de compétition en raison de pandémie de coronavirus [4].
- 2022 — Déclare forfait à cause de la pandémie [5].

### Jeux asiatiques
- 1996-2011 — Ne participe pas
- 2017 — Sixième
- 2025 — Septième

### Challenge d'Asie
- 2010-2012 — Ne participe pas
- 2014 — 1er de la Division I
- 2015 — 3e de la Division I
- 2016-2018 — Ne participe pas

### Classement mondial
| Année          | Rang       | Points     | Progression |
| -------------- | ---------- | ---------- | ----------- |
| 2003-Fév. 2014 | Non classé | Non classé | Non classé  |
| Avril 2014     | 37         | 420        | -           |
| 2015           | 36         | 775        | +1          |
| 2016           | 35         | 1 015      | +1          |
| 2017           | 34         | 1 080      | +1          |
| Fév. 2018      | 29         | 1 660      | +5          |
| Avril 2018     | 29         | 1 645      | ±0          |
| 2019           | 30         | 1 445      | -1          |
| 2020           | 33         | 1 225      | -3          |
| 2021           | 34         | 1 155      | -1          |